# Alberto Moravia
Alberto Pincherle (Roma, 28 de noviembre de 1907-Roma, 26 de septiembre de 1990), más conocido por su seudónimo Alberto Moravia, fue un escritor y periodista italiano.

## Biografía
Alberto Pincherle (Moravia es el nombre del abuelo materno) nace en 1907, en el seno de una familia burguesa acaudalada. Su padre, Carlo, judío no practicante, era arquitecto y pintor, de origen veneciano. La madre, Teresa Iginia (Gina) De Marsanich, católica, era de Ancona. Alberto fue el segundo de cuatro hijos, tras Adriana (1905 - 1996), pintora; le sigue Elena (1909 - 2006), mujer del embajador Carlo Cimino; el menor fue Gastone (1914 - 1941), muerto en combate. Alberto lleva una vida normal, aunque seria y solitaria. 
Moravia no hace estudios regulares porque comienza a padecer en 1916 una tuberculosis, es decir le obliga a guardar cama por cinco años (dos de ellos en un sanatorio). Sólo un año está en el Liceo Torquato Tasso, y consigue la secundaria con esfuerzo. Ese será su título. Pero se instruirá personalmente con numerosas lecturas, hasta formarse profundamente. Entre sus autores favoritos, destacan: Shakespeare, Molière, Goldoni, Stéphane Mallarmé, Dostoyevski y James Joyce. Aprendió francés y alemán, y empezó a escribir.
En 1925 deja el sanatorio de Bressanone y comienza a escribir Los indiferentes. Conoce a Corrado Alvaro y Massimo Bontempelli. Prominente en la actividad literaria italiana desde 1927, cuando empezó a escribir para la revista 900, donde aparecen sus primeros cuentos, acerca de las dificultades morales de las personas socialmente alienadas y atrapadas por las circunstancias. 
En 1929, con dificultad, publica la novela Gli indifferenti, muy aceptada, como relato en bloques teatrales y como retrato de los italianos de ese tiempo. Al romanzo italiano. La decadencia de la burguesía italiana, durante el régimen fascista, viene representada sin una intención crítica obvia, pues es una novela existencialista que narra la historia de una familia con comportamientos corruptos, que acaban vencidos por su apatía y falta de dignidad. La segunda novela Le ambizioni sbagliate, es una mezcla de novela negra y de relato introspectivo a lo Dostoyevski, sin gran fortuna.
En 1930 empieza su colaboración en La Stampa, dirigida por Curzio Malaparte, y en 1933 fundó, con Mario Pannunzio, las revistas Caratteri, y luego Oggi. En este año escribe para la Gazzetta del Popolo, pero el régimen fascista le censura recensiones de la novela La mascherata (sátira sobre las dictaduras, situadas en Sudamérica), y prohíbe Agostino. En 1935 va a EE. UU. y da conferencias sobre la novela en la Casa Italiana de la Universidad de Columbia de Nueva York. A su regreso escribe unos cuentos: L'imbroglio 1937. Para evitar la censura, Moravia escribe cuentos alegóricos y surrealistas.

## La guerra y la caída del régimen

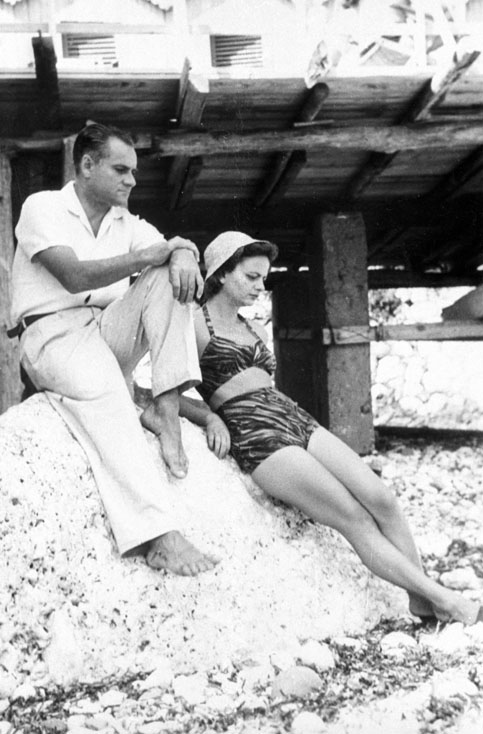
Alberto Moravia y Elsa Morante en la isla de Capri, en los años 40

En 1941 se casó con la también escritora Elsa Morante. Ambos vivieron en Capri, donde Moravia escribió Agostino. 
Tras el Armisticio del 8 de septiembre de 1943, Moravia y Morante se refugiaron en Fondi, en los límites de Ciociaria.
En 1944, Moravia redactó las primeras páginas sobre la retórica política de entonces. El cuerpo de la obra, que desarrolló trece años después, en un momento de crisis como narrador, describe la difícil y desesperada realidad italiana en la Segunda Guerra Mundial.
Con el anuncio de la Resistencia italiana vuelve a Roma; escribe para la prensa, colabora con Corrado Alvaro en Il Popolo di Roma, Il Mondo, Europeo y sobre todo en el Corriere della Sera donde seguirá con sus reportajes, críticas y relatos hasta su muerte. 
Tras la guerra, su fortuna literaria no hizo sino crecer. Escribió novelas tan famosas como La romana (1947), La desobediencia (1948), El amor conyugal (1949) y El conformista (1951). 

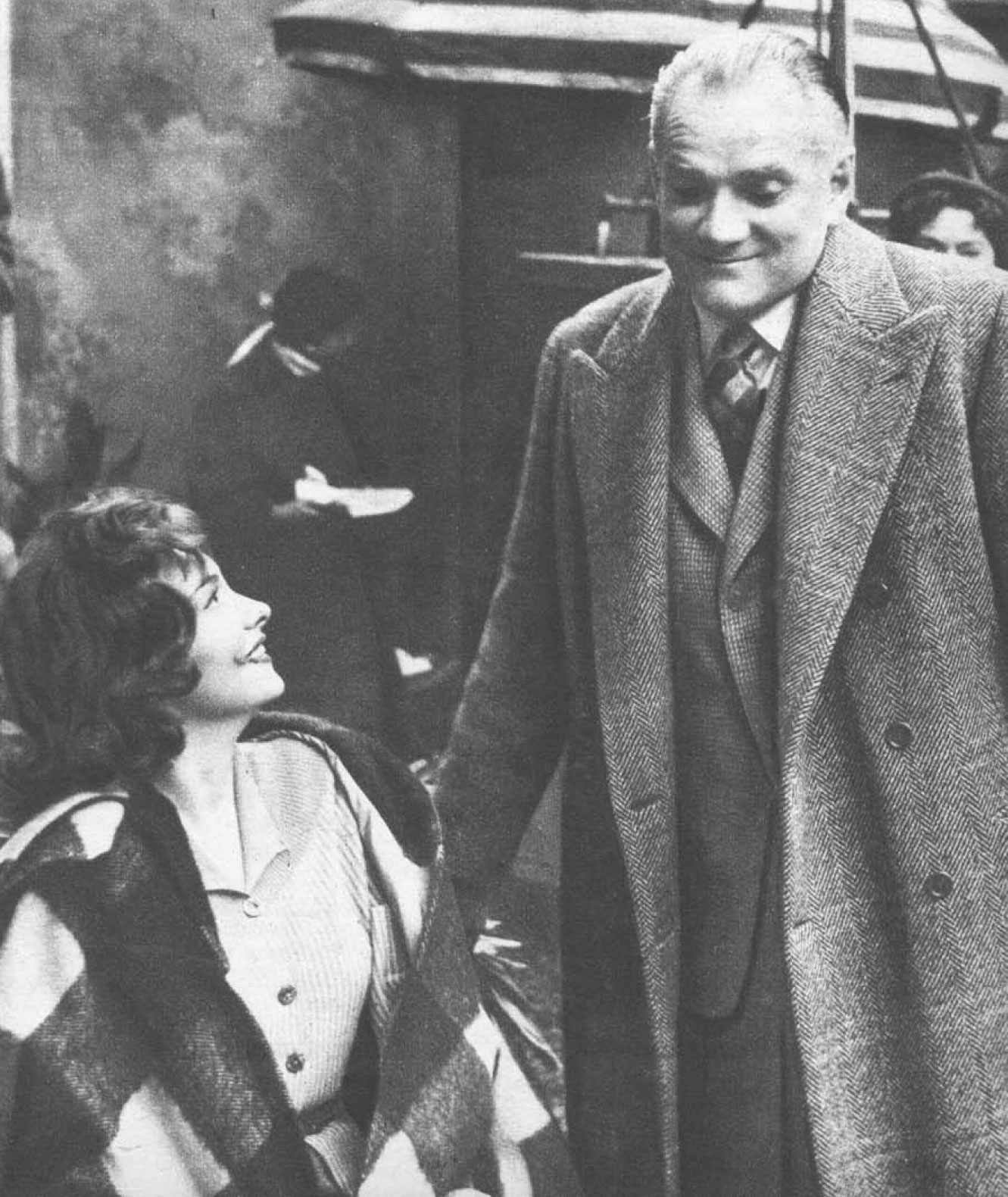
Gina Lollobrigida y Alberto Moravia durante el rodaje de la película de 1954 La romana, de Luigi Zampa (1905 - 1991)

En 1952 ganó el Premio Strega por I Racconti, y sus novelas comenzaron a traducirse a otros idiomas. Ese mismo año Mario Soldati adaptó al cine La provinciale. En 1954, Luigi Zampa dirigió La romana y en 1955 Gianni Franciolini llevó al cine I racconti romani (con los que Moravia había ganado el Premio Marzotto). En 1960, con la publicación de El tedio, logró el premio Viareggio.
En 1953, Moravia fundó la importante revista literaria Nuovi Argomenti (uno de los editores en los que confió la revista fue su amigo Pier Paolo Pasolini). En los años 50, escribió prólogos para distintas obras, como los 100 sonetos de Belli, la novela Paolo il Caldo de Vitaliano Brancati o los Paseos por Roma de Stendhal. A partir de 1957, hizo críticas cinematográficas para la revista mensual L'Espresso: estas críticas fueron recogidas en Al Cinema (1975). 
Se separó de Morante en 1962. Y se fue a vivir con la joven escritora Dacia Maraini. En 1962 se realiza el filme, de Mauro Bolognini, Agostino e la perdita dell'innocenza, y en 1963 El desprecio por Jean-Luc Godard, La noia por Damiano Damiani, y en 1964 Los indiferentes por Francesco Maselli.
Viajó a la URSS en los ochenta, en apoyo de la apertura. Y fue a Hiroshima en 1982, escribió sus experiencias ante sus efectos. Representó a Italia ante el Parlamento Europeo desde 1984 hasta su muerte. 
Se casó en 1986 con Carmen Llera. Se le encontró muerto en su domicilio en 1990. En ese año salió la autobiografía, escrita con Alain Elkann, Vita di Moravia, editada por Bompiani. 
Su obra literaria se caracteriza por una crítica frontal a la sociedad europea del siglo XX: hipócrita, hedonista y acomodaticia. Se caracteriza por un estilo austero y realista, presente ya en su primera novela, Los indiferentes  (1929), que le hizo saltar a la fama en Italia. En sus escritos son recurrentes el impulso sexual, la alienación del individuo y el existencialismo.

## Obras
- Gli indifferenti, 1929, Los indiferentes, Nuevas Ediciones de Bolsillo, 2005, ISBN 978-84-9793-550-0
- Le ambizioni sbagliate, 1935. Tr. Las ambiciones defraudadas
- La bella vita, 1935
- L'imbroglio, 1937
- I sogni del pigro, 1940
- Cosma e i briganti, relato aparecido en "Oggi" entre el 26-X y 6-XII 1940, Palermo, Sellerio, 2002.
- La mascherata, 1941. Tr.: La mascarada, Plaza, 1971.
- La cetonia, 1943
- L'amante infelice, 1943
- La speranza ovvero Cristianesimo e Comunismo, 1941
- Agostino, 1944. Tr.: Agostino, Mondadori, 2001, ISBN 978-84-397-0769-1
- L'epidemia, 1944
- Due cortigiane e serata di Don Giovanni, 1944
- La romana, 1947. Tr.: La romana, Nuevas Ediciones de Bolsillo, 2010, ISBN 978-84-9793-551-7
- La disubbidienza, 1947. Tr.: La desobediencia, Alianza, 1991.
- L'amore coniugale, 1947. Tr.: El amor conyugal, Orbis, 1997, ISBN 978-84-402-2127-8
- Il conformista, 1951. Tr.: El conformista, Nuevas Ediciones de Bolsillo, 2010, ISBN 978-84-9793-703-0
- I racconti, 1952
- Racconti romani, 1954. Tr.: Cuentos romanos, Alianza, 1993, ISBN 978-84-206-1269-0
- Il disprezzo, 1954. Tr.: El desprecio, Nuevas Ediciones de Bolsillo, 2010, ISBN 978-84-9793-793-1
- La ciociara, 1957, Tr.: La campesina, Nuevas Ediciones de Bolsillo, 2010, ISBN 978-84-9793-702-3
- Teatro, 1958
- Un mese in URSS, 1958
- Nuovi racconti romani, 1959
- La noia, 1960. Tr. El tedio, Planeta, 2008, ISBN 978-84-08-08341-2
- L'automa, 1962
- Un'idea dell'India, 1962. Tr.: Una idea de la India, Península, 2007.
- L'uomo come fine, 1963. Tr.: El hombre como fin y otros ensayos
- L'attenzione, 1965. Tr.: La atención, Planeta, 2009, ISBN 978-84-08-08728-1.
- Cortigiana stanca, 1965
- Le luci di Roma, 1965
- Il mondo è quello che è, 1966
- Una cosa è una cosa, 1967
- Il dio Kurt, 1968
- La rivoluzione culturale in Cina, 1968
- La vita è gioco, 1969
- Il paradiso, 1970. Tr.: El paraíso, Áltera, 1996, ISBN 978-84-920659-4-3
- Io e lui, 1971. Tr.: Yo y él, Planeta, 1999, ISBN 978-84-08-46396-2
- A quale tribù appartieni, 1972
- Un'altra vita, 1973. Tr.:  Otra vida, Plaza & Janés, 1991 ISBN 978-84-01-81155-5
- Al cinema, 1975
- Boh, 1976,, Tr. Boh
- La vita interiore, 1978
- Un miliardo di anni fa, 1979
- Impegno controvoglia, 1980
- Lettere dal Sahara, 1981.
- 1934, 1982.
- Storie della preistoria, 1982. Tr.: Historias de la prehistoria, Anaya, 1995 ISBN 978-84-207-3381-4
- La cosa e altri racconti, 1983. Tr.: La cosa y otros cuentos
- La Tempesta, Catania, Pellicanolibri, 1984
- L'uomo che guarda, 1985. Tr.: El hombre de que mira, Nuevas Ediciones de Bolsillo, 2006 ISBN 978-84-9793-935-5
- L'angelo dell'informazione e altri testi teatrali, 1986
- L'inverno nucleare, 1986
- Passeggiate africane, 1987. Tr.: Paseos por África, Mondadori, 1988 ISBN 978-84-397-1329-6
- Il viaggio a Roma, 1988. Tr.: El viaje a Roma, Grijalbo 1989 ISBN 978-84-253-2093-4
- Il vassoio davanti alla porta, Reverdito, 1989
- La villa del venerdì e altri racconti, 1990. Tr.: La villa del Venerdí, 1990)
- La donna leopardo, 1991 (póstumo)
- I due amici, Bompiani, Milano, 2007 (póstumo)
- Il picnic

## Cine
Varias de sus novelas fueron llevadas al cine:
| Novela                                | Año  | Película             | Año  | Director            |
| ------------------------------------- | ---- | -------------------- | ---- | ------------------- |
| La romana                             | 1947 | La romana            | 1955 | Luigi Zampa         |
| Cuentos romanos (La giornata balorda) | 1954 | Un día de locura     | 1960 | Mauro Bolognini     |
| El conformista                        | 1947 | El conformista       | 1970 | Bernardo Bertolucci |
| El amor conyugal                      | 1949 | El amor conyugal     | 1970 | Dacia Maraini       |
| El desprecio                          | 1954 | El desprecio         | 1963 | Jean-Luc Godard     |
| Cuentos romanos                       | 1954 | Cuentos de Roma      | 1955 | Gianni Franciolini  |
| La campesina                          | 1957 | Dos mujeres          | 1960 | Vittorio de Sica    |
| Agostino                              | 1944 | Agostino             | 1962 | Mauro Bolognini     |
| El hombre que mira                    | 1985 | El hombre que mira   | 1994 | Tinto Brass         |
| La villa del venerdì                  | 1990 | La villa del venerdì | 1992 | Mauro Bolognini     |
| Los indiferentes                      |      | Los indiferentes     | 1964 | Francesco Maselli   |

## Crítica
- Eurialo De Michelis: Introduzione a Moravia, La Nuova Italia, 1954
- Edoardo Sanguineti: Alberto Moravia, Milán, Mursia, 1962
- Cristina Benussi: Il punto su Moravia, Laterza, Bari, 1987
- Enzo Siciliano: Alberto Moravia, Milán, Marzorati, 1990
- Renzo Paris: Alberto Moravia, Scandicci, La Nuova Italia, 1991
- Pasquale Voza: Moravia, Palermo, Palumbo, 1997
- Raffaele Manica: Moravia, Turín, Einaudi, 2004
- Valentina Mascaretti: La speranza violenta: Alberto Moravia e il romanzo di formazione, Bolonia, Gedit, 2006
- VV. AA.: "Io avevo indubbiamente molte cose da dire". Alberto Moravia 1907-2007, ed por V. Mascaretti, Módena, Mucchi, 2008
- Mi vida: en conversación con Alain Elkann, Espasa-Calpe 1991 ISBN 978-84-239-2248-2